# Hirokazu Kore-eda
Hirokazu Kore-eda (是枝 裕和, Kore-eda Hirokazu, nascido em 6 de junho de 1962) é um diretor, produtor, roteirista e editor Japonês. Ele é conhecido pelos filmes Ninguém Pode Saber (2004), Seguindo em Frente (2008), Pais e Filhos (2013), com o último tendo sido nomeado para a Palme d'Or e ganhando o Prêmio do Júri no Festival de Cannes de 2013. Depois da Tempestade (2016) também estreou em Cannes e teve uma grande recepção da crítica especializada.

## Carreira
Antes de embarcar em uma carreira como diretor, Kore-eda trabalhou como assistente de direção em documentários para a televisão. Ele então, mais tarde, dirigiu seu primeiro documentário para a televisão, Mou hitotsu no kyouiku - Ina shogakkou haru gumi no kiroku, em 1991. Seu filme Pais e Filhos de 2013, foi nomeado para a Palme d'Or no Festival de Cannes de 2013. Ganhou o Prêmio do Júri e ganhou uma comendação do Júri Ecumênico.
Em outubro de 2013, ganhou o Rogers People’s Choice Award no Vancouver International Film Festival.
Seu filme Nossa Irmã Mais Nova de 2015, foi selecionado para competir pela Palme d'Or no Festival de Cannes de 2015.
Seu filme Depois da Tempestade de 2016, recebeu aclamação crítica após sua exibição no Festival de Cannes de 2016 na categoria Un Certain Regard.
Em 2018, seu filme Manbiki Kazoku foi exibido no Festival de Cannes no qual ganhou a Palme d'Or em 19 de maio. Foi a primeira Palme d'Or do Japão desde The Eel em 1997.

## Estilo e influências
De acordo com o Harvard Film Archive, o trabalho de Kore-eda "reflete o ritmo e estilo contemplativo de exemplos como Hou Hsiao-Hsien e Tsai Ming-liang."
Kore-eda é frequentemente comparado a Yasujirō Ozu, no entanto, ele afirmou que se sente mais influenciado pelo diretor britânico Ken Loach e pelo diretor japonês Mikio Naruse.
Em uma entrevista em 2009, Kore-eda deixou claro que Seguindo em Frente foi baseado em sua própria família. Eventualmente, Kore-eda desenvolveu seu próprio estilo de filmagem. Embora tenha abandonado algumas das estéticas específicas vistas em Manbiki Kazoku, ele continua a capturar emoções e a criar personagens realistas, que são elementos que ele refina consistentemente em seus trabalhos posteriores.

## Filmografia

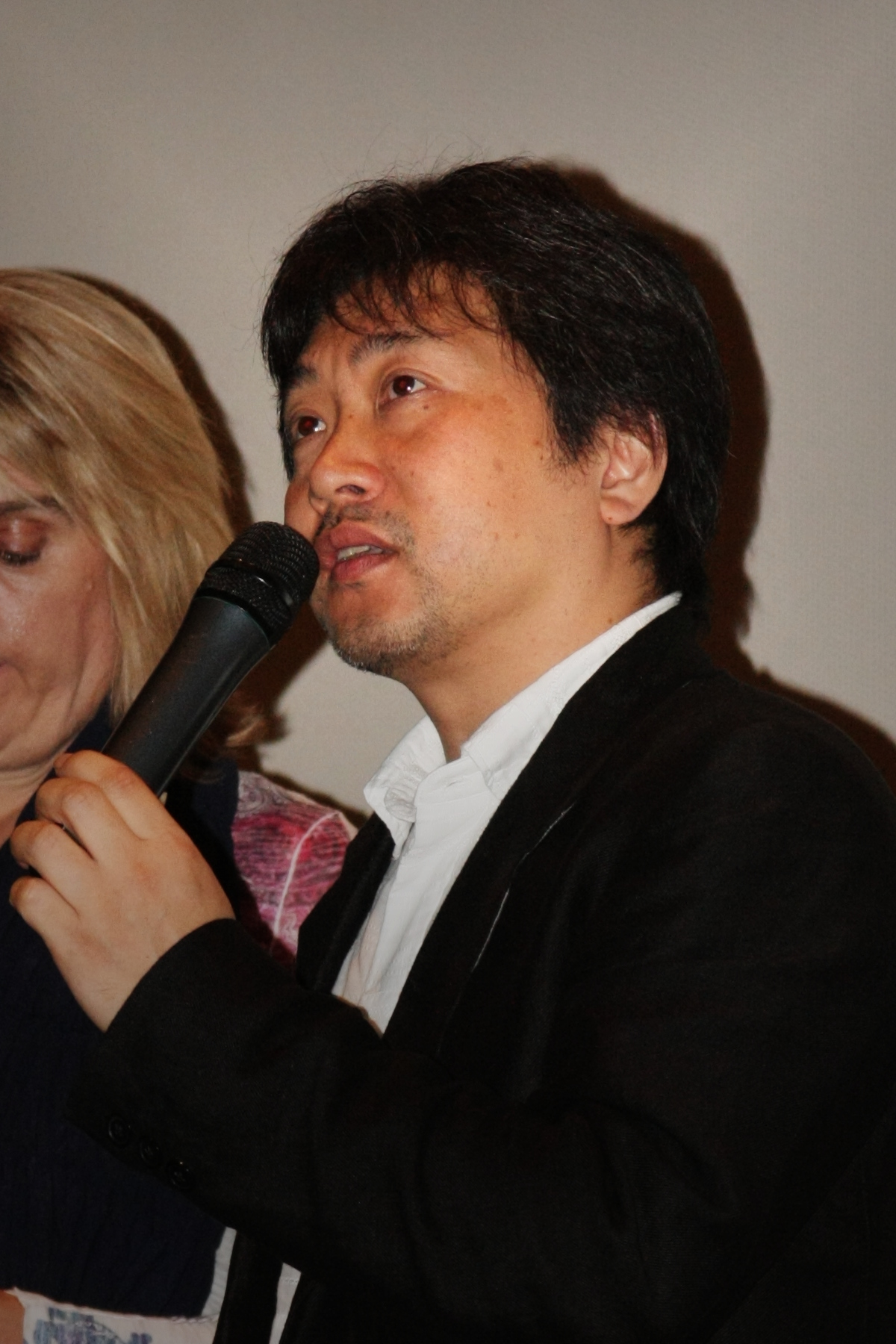
Hirokazu Kore-eda no Festival de Toronto em 2009.

| Ano  | Filme                                                      | Função  | Função     | Função   | Função   | Notas             |
| Ano  | Filme                                                      | Diretor | Roteirista | Montador | Produtor | Notas             |
| ---- | ---------------------------------------------------------- | ------- | ---------- | -------- | -------- | ----------------- |
| 1991 | Mou hitotsu no kyouiku - Ina shogakkou haru gumi no kiroku | Sim     |            |          |          | Documentário      |
| 1994 | Kare no inai hachigatsu ga                                 | Sim     |            |          |          | Documentário      |
| 1995 | A Luz ds Ilusão                                            | Sim     |            |          |          |                   |
| 1996 | Without Memory                                             | Sim     |            |          |          | Documentário      |
| 1998 | Depois da Vida                                             | Sim     | Sim        | Sim      |          |                   |
| 2001 | Tão Distante                                               | Sim     | Sim        | Sim      |          |                   |
| 2004 | Ninguém Pode Saber                                         | Sim     | Sim        | Sim      | Sim      |                   |
| 2006 | Hana                                                       | Sim     | Sim        |          |          |                   |
| 2008 | Seguindo em Frente                                         | Sim     | Sim        | Sim      |          |                   |
| 2008 | Daijôbu de aruyô ni: Cocco owaranai tabi                   | Sim     |            |          |          | Documentário      |
| 2009 | Boneca Inflável                                            | Sim     | Sim        | Sim      | Sim      |                   |
| 2011 | O Que Eu Mais Desejo                                       | Sim     | Sim        |          |          |                   |
| 2013 | Pais e Filhos                                              | Sim     | Sim        | Sim      |          |                   |
| 2015 | Nossa Irmã Mais Nova                                       | Sim     | Sim        | Sim      |          |                   |
| 2016 | Depois da Tempestade                                       | Sim     | Sim        | Sim      |          |                   |
| 2017 | The Third Murder                                           | Sim     | Sim        | Sim      |          |                   |
| 2018 | Manbiki Kazoku                                             | Sim     | Sim        | Sim      | Sim      |                   |
| 2019 | La Vérité                                                  | Sim     | Sim        | Sim      |          | Filme Francês     |
| 2022 | Beurokeo                                                   | Sim     | Sim        | Sim      |          | Filme Sul-Coreano |
| 2023 | Monster                                                    | Sim     |            | Sim      | Sim      |                   |